# جنكيز بوزكورت
جنكيز بوزكورت هو ممثل تركي ولد في 24 ديسمبر 1964.